# ضاحية الواجهة

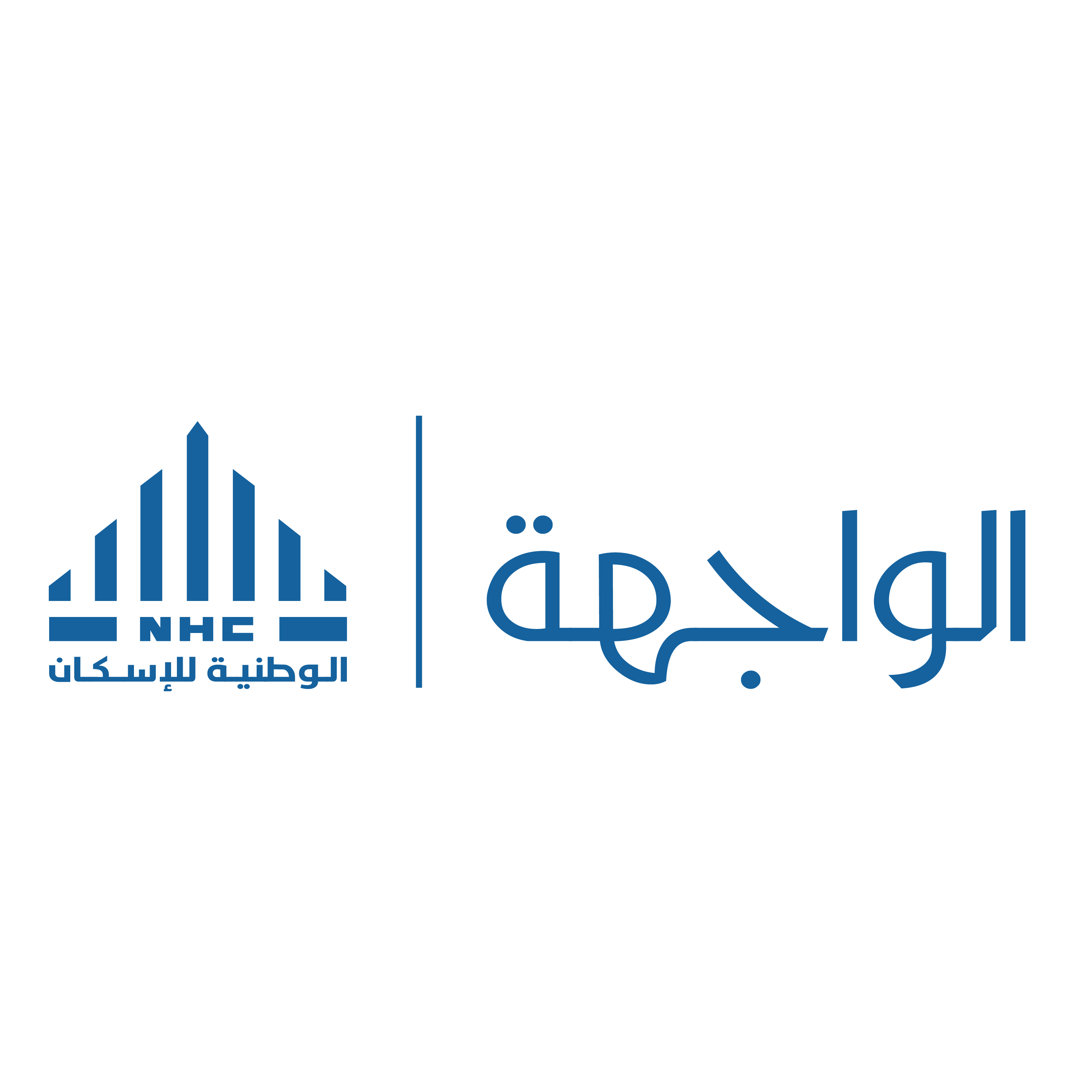
شعار الضاحية

ضاحية الواجهة؛ هي أحد الضواحي السكنية الواقعة في الدمام تحديدًا في المنطقة الشرقية، بمساحة تتجاوز 9,835,585 مترًا مربعًا، وتقع عند المدخل الغربي لمدينة الدمام في موقع استراتيجي على طريق الدمام - الرياض السريع.

## المصالح والخدمات الحكومية والأهلية
تُمثل الضاحية بيئة حضارية متكاملة الخدمات والمرافق وأساليب الحياة، وتقدم مجموعة متنوعة من النماذج والتصاميم وتواكب التطور العمراني الذي تشهده المنطقة الشرقية لتلبي رغبة الباحثين عن مسكنٍ عصري.

## وصلات خارجية
- أمين الشرقية ومدير الوطنية للإسكان يبحثان سبل التعاون لتنفيذ مشروع ضاحية الواجهة ودعم مشاريع الإسكان